# 로아 (신화)

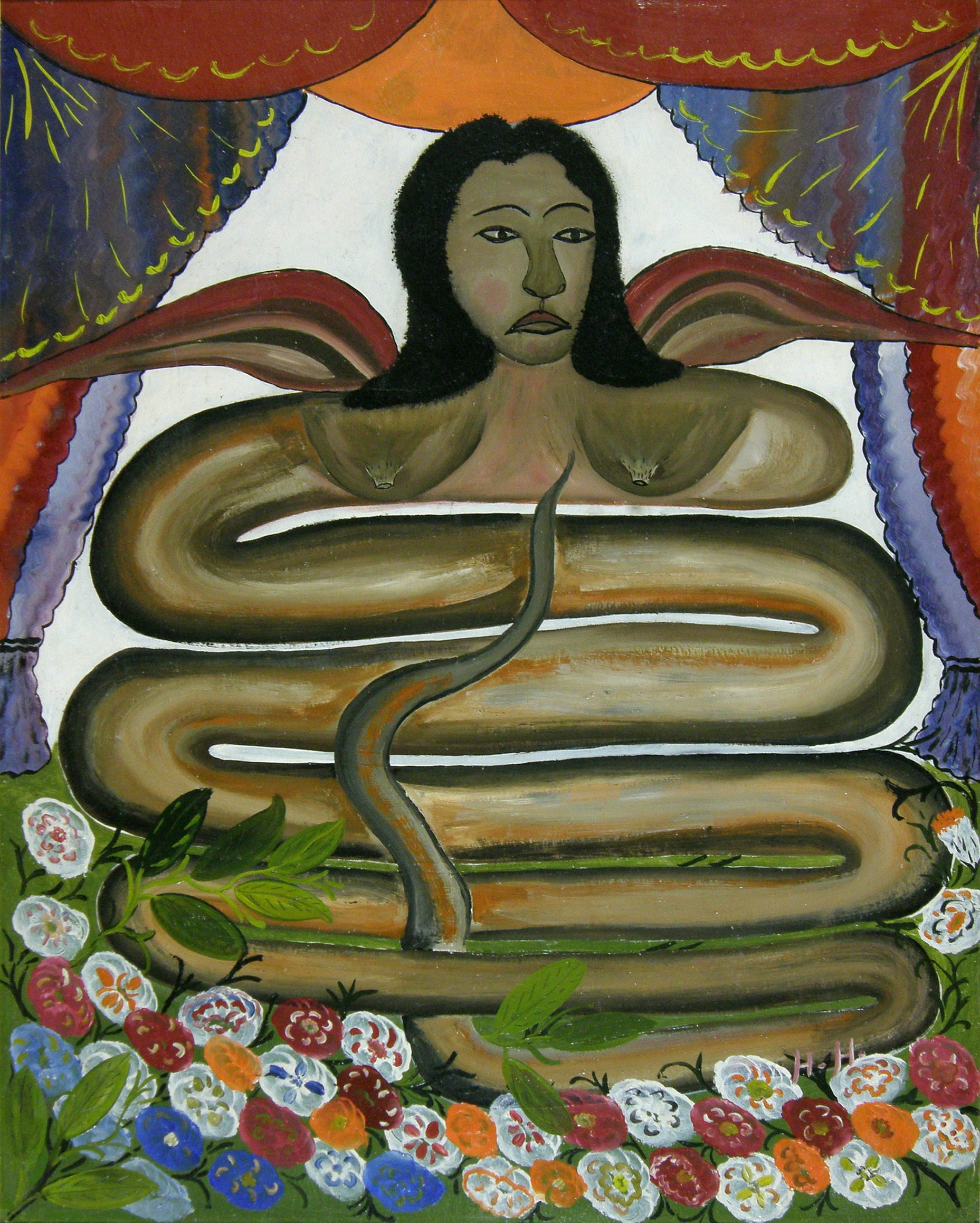

로아(Loa, Lwa)는 아이티 부두와 도미니카 부두의 아프리카 디아스포라 종교의 영혼이다. 이들은 또한 루이지애나 부두의 일부 부흥주의 형태에 통합되었다. 많은 로아는 부분적으로 서아프리카의 전통 종교, 특히 폰족과 요루바족의 전통 종교에서 숭배되는 신들로부터 그들의 정체성을 얻었다.
16~19세기 대서양 노예 무역 기간 동안 노예가 된 서아프리카인들은 자신들의 전통 종교를 가져왔다. 19세기 초 아이티공화국이 된 프랑스 식민지 생도맹그에서는 서아프리카의 다양한 전통종교가 뒤섞이고 프랑스 식민지 개척자들의 로마 카톨릭의 영향을 받아 디아스포라적 종교인 부두가 등장했다. 적어도 19세기부터 아이티 이민자들은 그들의 종교를 미국의 일부인 루이지애나로 가져갔고, 그곳에서 그들은 20세기 초에 대부분 소멸된 종교인 루이지애나 부두교의 형성에 기여했다. 20세기 후반에 루이지애나에서 부두 부흥 운동 단체가 등장했으며, 종종 아이티 부두의 로아 정신과 쿠바 산테리아의 오리차 정신을 자신들의 실천에 통합했다.

## 같이 보기
- 카미
- 투어허 데 다넌